# HMS Duke of York (1763)
HMS Duke of York (1763) — британский 4-пушечный куттер. Первый корабль Королевского флота, названный в честь герцогов Йоркских.
Закуплен флотом (за 370 фунтов) 16 марта 1763 года, в возрасте 3 лет. Оснащен в Вулвиче 3 апреля (стоимость работ 410 фунтов 1 шиллинг и 10 пенсов).
1763 — вступил в строй в апреле, лейтенант Томас Монтегю (англ. Thomas Montagu) (командовал до 1766 года); назначен в устье Темзы.
1766 — июнь, выведен в резерв и рассчитан; 1 июля 1766 года (приказом Адмиралтейства от 28 мая) продан (за £40).